# Acólitos (Marvel Comics)
Los Acólitos son un equipo de supervillanos del cómic X-Men de Marvel Comics. Fueron creados por Chris Claremont y Jim Lee, e hicieron su debut en X-Men vol. 1 # 1, en 1991. Se autodenominan como los fanáticos seguidores del supervillano Magneto.

## Biografía ficticia

### Origen
Los Acólitos fueron inicialmente un grupo de mutantes desesperados huyendo de un grupo de soldados de S.H.I.E.L.D., originalmente dirigido por Fabian Cortez. Magneto los alojó en su estación espacial, el Asteroide M, como un refugio. Debido a los eventos organizados y manipulados por Fabian Cortez, tras un combate con los X-Men, el primer grupo de acólitos perecieron. Cortez utilizó la muerte supuesta de Magneto como martirio para promover su causa en contra de la humanidad.

### Acólitos de Cortez
Cortéz formó y dirigió un segundo grupo de Acólitos, cuya primera misión era atacar una escuela para niños discapacitados, "Nuestra Madre del Corazón de Jesús", para encontrar a un niño que un día se convertiría un poderoso mutante. Los X-Men interfirieron con su ataque. En el combate, uno de los hermanos Kleinstock de los Acólitos murió. Al mismo tiempo, los villanos tomaron la vida de una aliada de los X-Men, la enfermera Sharon Friedlander. Después, los Acólitos secuestraron a la Dra. Moira MacTaggert. Moira fue rescatada por los X-Men. El siguiente ataque de los Acólitos fue en un hospital. Cuatro miembros de los Acólitos estaban involucrados en el asesinato de varias personas, que perdieron la vida en ese lugar. A continuación, el equipo intentó un ataque abortado en una base militar. Ellos fueron vencidos por X-Factor. El ataque a la base en realidad, resultó beneficioso, ya que era una forma de Fabian de intentar coaccionar a Quicksilver, el hijo de Magneto, para unirse a su causa. Mientras tanto, Magneto resurgió con un nuevo plan de venganza. Magneto reclutó a Exodus, con el fin de recuperar los Acólitos en su nombre.

### Avalon
Los Acólitos abandonaron finalmente a Cortéz y regresaron con Magneto, partiendo con el a Avalon, su base en órbita alrededor de la Tierra. El equipo encontraría un recluta inesperado: el x-man Coloso, quien abrazo la causa de Magneto. Más tarde, después de la llamada Era de Apocalipsis, los Acólitos encontraron un capullo a la deriva en el espacio. Lo trajeron a bordo y despertaron a su huésped, el villano Holocausto. Holocausto armó un alboroto al tratar de matar a Magneto, matando a varios miembros de los Acólitos; Javitz, Rusty Collins y Milán. En su duelo con Exodus, Avalon fue destruida. Los X-Men Jean Grey y Cíclope fueron teletransportados allí por Amelia Voght para ayudar a los Acólitos restantes. Skids fue rescatada por Jean Grey, mientras que el ex X-Man Coloso puso a un Magneto en estado de coma, en una cápsula de supervivencia y lo envió a la Tierra. Mientras tanto Cíclope se estrelló al aterrizar con algunos de los Acólitos y terminó en el interior de Australia.

### Genosha
Pasó algún tiempo antes de que los Acólitos se reformaran. Cuando a Magneto le fue concedido el control de Genosha, reconstituyó a los Acólitos, con nuevos y viejos miembros supervivientes. Él utilizó los Acólitos como una fuerza para ayudarlo a obtener el control de la isla devastada por la guerra. Después de la guerra civil, Genosha prosperó, pero la prosperidad no duró mucho. Genosha fue atacada por un super centinela programado por Cassandra Nova. Genosha fue destruida junto con millones de su población mutante. La mayoría de los Acólitos perecieron. Sólo Éxodus, Amelia Voght, Senyaka, Joanna Cargill, Scanner y Unuscione han revelado estar vivos hasta el momento.

### Retorno
Los Acólitos resurgieron tiempo después, ahora dirigidos por Exodus, e integrados por Joanna Cargill, Random, Unuscione, Senyaka y Tempo (exmiembro del Frente de Liberación Mutante). Planeaban usar el Helicarrier de SHIELD para encontrar las ubicaciones de los mutantes latentes. Después de una batalla con los X-Men, los Acólitos huyeron. Más tarde, los Acólitos se aliaron con los Merodeadores de Mr. Siniestro, y atacaron a los X-Men en la Mansión X.
Cuando inició la búsqueda de la "bebé mutante mesías", los X-Men buscaron a los Acólitos Neophyte, Vindaloo y Gargouille para tratar de obtener información sobre el paradero de Exodus.
Los Acólitos, finalmente son reunidos por Amelia Voght, y fueron vistos por última vez cuando Éxodus intenta revivir al Profesor X tras recibir un disparo de Bishop. Se las arreglaron para reparar la parte física del cerebro de Xavier, pero no le dan la chispa que necesitaba para reactivarse su totalidad. Para obtener ayuda, Éxodus se unió a su antiguo líder, Magneto. El, junto con Karima Shapandar, logró obtener una reacción en el cerebro de Xavier y lo hicieron despertar, aunque sin muchos de sus recuerdos.
Recientemente, Xavier regresó a Nueva Avalon y convenció a Exodus de disolver el grupo y encontrar una nueva forma de ayudara los mutantes. Mientras Éxodus decidió embarcarse en una peregrinación personal a este efecto, Amelia Voght, Random, y Karima deciden trasladarse a San Francisco (posiblemente para unirse a los X-Men). Tempo todavía estaba indecisa sobre su curso de acción. Cargil fue vista más tarde en San Francisco, en medio de los disturbios anti-mutante incitados por Simon Trask.

## Integrantes

### Primer equipo
- Magneto (Max Eisenhardt)
- Fabian Cortez
- Anna Marie Cortez
- Marco Delgado
- Chrome (Marc Allen Yuricic)
- Winters (Nance Winters)

### Segundo equipo
- Scanner (Sarah Ryall)
- Frenzy (Joanna Cargill)
- Unuscione (Carmella Unuscione)
- Hermanos Kleinstock (Harlan, Sven y Eric Kleinstock)
- Isaac Javitz
- Neophyte (Simon Hall)
- Francis Milan
- Amelia Voght
- Suvik Senyaka
- Spoor (Andrew Hamish Graves)
- Katu Kath
- Seamus Mellencamp
- Exodus (Bennett du Paris)
- Rusty Collins
- Skids (Sally Blevins)
- Coloso (Peter Rasputin)
- Rakkus (David Anthony Rice)

### Tercer equipo
- Orator (Victor Ludwig)
- Kamal (Kamal el Alaqui)
- Projector (Zachary Williams)
- Decay (Jacob Lashinsky)
- Gargouille (Lavina LeBlanc)

### Cuarto equipo
- REM-RAM (Marcus Andrews)
- Static (Gianna Carina Esperanza)
- Barnacle (Mortimer Everett)
- Vindaloo (Venkat Katregadda)
- Polaris (Lorna Dane)

### Quinto equipo
- Exodus (Bennett du Paris)
- Random (Marshall Evan Stone III)
- Tempo (Heather Tucker)
- Centinela Omega (Karima Shapandar)
- Frenzy (Joanna Cargill)
- Unuscione (Carmella Unuscione)

## Otras versiones

### Marvel Zombies
Una versión zombi de los Acólitos aparece en esta línea temporal.

### Ultimate Acólitos
Los Acólitos son una rama de la Hermandad de mutantes diabólicos.

## En otros medios

### Televisión
En todas sus adaptaciones televisivas Los Acólitos trabajan para Magneto.
- Los Acólitos Fabian Cortez, Amelia Voght, Marco Delgado, Chrome, Carmella Unuscione, Joanna Cargill y Byron Calley, aparecieron en el episodio de dos partes "Santuario", de la serie animada X-Men.

- Los Acólitos aparecen en la serie animada X-Men: Evolution. El equipo se conforma por Gambito, Pyro, Coloso, Sabretooth y Mente Maestra.

- Los Acólitos aparecen en la serie animada Wolverine y los X-Men, integrados por Blink, Juggernaut, los Hermanos Kleinstock, Polaris, Pyro, Mellencamp, Mercury, Mystique, Senyaka, la Bruja Escarlata y Scanner.

### Videojuegos
- Los Acólitos hacen cameos en los juegos X-Men: Children of the Atom y X-Men Legends.

- En el videojuego X-Men vs. Street Fighter, en el final de Magneto, Sagat, Vega y Balrog, se unen a los Acólitos tras la caída de M. Bison.
- En LEGO Marvel Superheroes, los Acólitos aparecen como enemigos, mientras que una de ellos es jugable.